# Nerecznica samcza

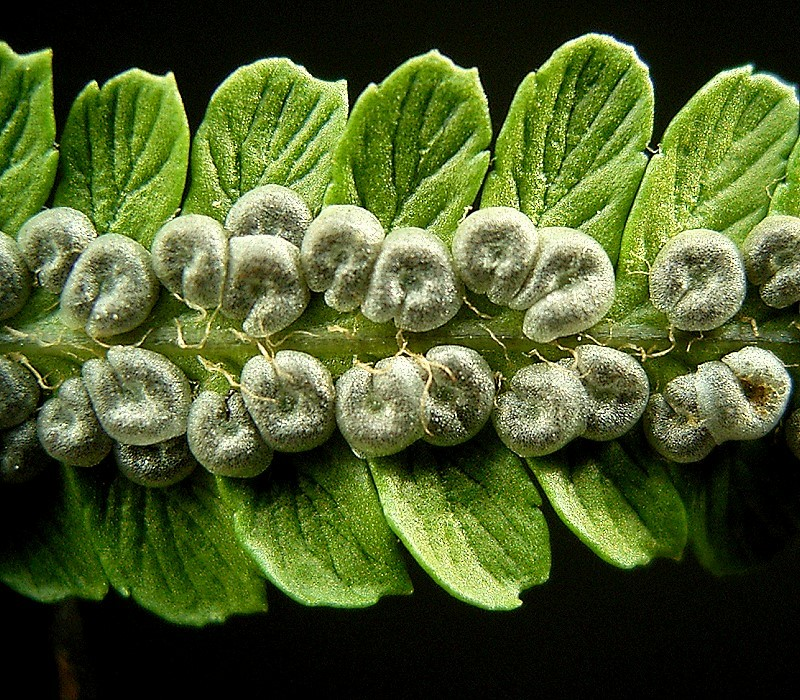
Liść z zawijkami

Nerecznica samcza, paprotnik samczy (Dryopteris filix-mas (L.) Schott) – gatunek paproci z rodziny nerecznicowatych. Występuje w Ameryce Północnej, Azji, Europie, w Polsce jest pospolita. Jest to paproć naziemna, spotykana w cienistych lasach, wzdłuż strumieni.

## Morfologia
PokrójRoślina zielna osiągająca 50–120 cm wysokości z kłączem płożącym, na szczycie pokrytym gęsto lancetowatymi i jajowato lancetowatymi łuskami koloru jasnobrązowego.
LiścieOdziomkowe, zebrane po kilkanaście w lejkowatą różyczkę. Wygięte łukowato, osadzone na żółtawych ogonkach, krótkich w stosunku do długości blaszki. Blaszki liści są żywozielone, dość miękkie i tylko częściowo zimozielone. Liście płonne i zarodnionośne są niezróżnicowane. Pojedynczo pierzaste z głęboko wcinanymi odcinkami liściowymi, czasem u nasady odcinków liściowych dzielone podwójnie, w zarysie podłużnie lancetowate, silnie zwężające się na wierzchołku, mniej u podstawy. Ogonki liściowe pokryte gruczołowatymi łuskami. Na dolnej stronie, w pobliżu nerwu środkowego znajdują się kupki zarodni (sori), a każde z nich przykryte jest zawijką.

## Biologia i ekologia
RozmnażanieW młodych zarodniach różnicuje się archespor, czyli powstają także komórki macierzyste spor (mejocyty), a następnie tworzą się tetradry zarodników. Rozwój zarodni: zarodnia powstaje na dolnej stronie liścia z komórki epidermalnej. Na skutek podziałów komórki epidermalnej tworzy się najpierw wyrostek złożony z kilku komórek. Komórka wierzchołkowa tego wyrostka dzieli się poprzecznie na dwie, z których komórka niżej położona staje się pierwotną komórką archesporu. W następnym stadium pierwotna komórka archesporialna odcina dookoła siebie komórki zwane wyściełającymi. Następnie pierwotna komórka archesporialna dzieli się na dwie, cztery, osiem, do szesnastu tworzących ostatecznie tkankę archesporialną. Komórki te powstają w podziałach mitotycznych. Są one diploidane o liczbie chromosomów podwójnej (2n). Wymienione komórki stają się macierzystymi dla zarodników (spor), czyli stają się mejocytami.
Roślina trującaWszystkie części są trujące. Najwięcej substancji trujących znajduje się w kłączu, są to pochodne kwasu filiksowego. Spożycie większych ilości wywołuje podrażnienia organów trawiennych, przechodzących w skurcze i kolki, ponadto mogą wywoływać zaburzenia widzenia.
SiedliskoRośnie w lasach liściastych na siedliskach żyznych, świeżych i wilgotnych, mniej licznie w lasach mieszanych i zaroślach.

## Zastosowanie
Roślina leczniczaWłaściwości lecznicze znano już w starożytności. Surowcem leczniczym jest kłącze (Rhizoma Filicis maris) które zbiera się po obumarciu liści. Suszy się je w temperaturze około 35 °C. Zawiera dużo skrobi i barwników oraz filmaron, aspidinofilicynę oraz floroglucynę. W weterynarii i medycynie jest stosowany na tasiemca wyciąg eterowy, ale za duża dawka powoduje uszkodzenie nerwu ocznego. Natomiast odwar służy do okładów na trudno gojące się rany oraz na bóle gośćcowe.
Roślina ozdobnaSadzona w parkach, na cmentarzach i w ogrodach.

## Nazewnictwo
- Bardzo często stosowana jest (nawet w botanicznej literaturze naukowej) niepoprawna nazwa rodzajowa narecznica. Jest ona wynikiem błędu drukarskiego w kluczu do oznaczania Rośliny polskie..., wielokrotnie potem powielanego[12]. Nazwa nerecznica wywodzi się od nerkowatego kształtu kupek zarodni na dolnej stronie liści.